# Sericornis keri
Sericornis keri là một loài chim trong họ Acanthizidae.